# Дрогетт, Карлос
Карлос Дрогетт (исп.  Carlos Droguett, 15 октября 1912, Сантьяго — 30 июля 1996, Берн) — чилийский писатель, журналист.

## Биография
C 1933 изучал право и английскую литературу в Чилийском университете, прервал учёбу из-за национал-социалистического переворота и кровавой резни в 1938, хронику этих событий опубликовал на следующий год и не раз возвращался к ним позднее. Его роман о начале 1940-х годов Элой (1960, претерпел затем несколько редакций) вызвал большой интерес публики и критики, был не раз переиздан, переведен на другие языки.
В 1975 писатель эмигрировал в Швейцарию и больше никогда не возвращался в Чили.

## Произведения

### Романы
- 60 убитых на лестнице/ Sesenta muertos en la escalera (1953)
- Элой/ Eloy (1960; ит. и дат. пер. 1962, голл. пер. 1964, нем. пер. 1966, фр. и пол. пер. 1977)
- 100 капель крови и 200 — пота/ 100 gotas de sangre y 200 de sudor (1961)
- Собачьи лапы/ Patas de perro (1965, фр. пер. 1981, рец. Северо Сардуя — )
- Куманек/El compadre (1967)
- Supay, el cristiano (1968)
- El hombre que había olvidado (1968)
- Все эти смерти/ Todas esas muertes (1971, премия крупнейшего испанского издательства Альфагуара)
- После потопа/ Después del diluvio (1971)
- El hombre que trasladaba las ciudades (1973)
- El enano Cocorí (1986, голл. пер. 1990)
- Смерть старикам/ Matar a los viejos (опубл. 2001)
- La señorita Lara (опубл. 2001)
- Sobre la ausencia (опубл. 2009)

### Рассказы
- Los mejores cuentos (1967)
- Кладбище слонов/ El cementerio de los elefantes (1971)

### Эссе
- Строительные материалы/ Materiales de construcción (1980)

### Журналистика
- Los asesinados del seguro obrero (1940, многократно переиздана)
- Escrito en el aire (1972)

## Признание
Национальная премия Чили по литературе (1970) за новаторскую технику повествования, ставящую писателя в ряд первых современных романистов.